# Jane Russell

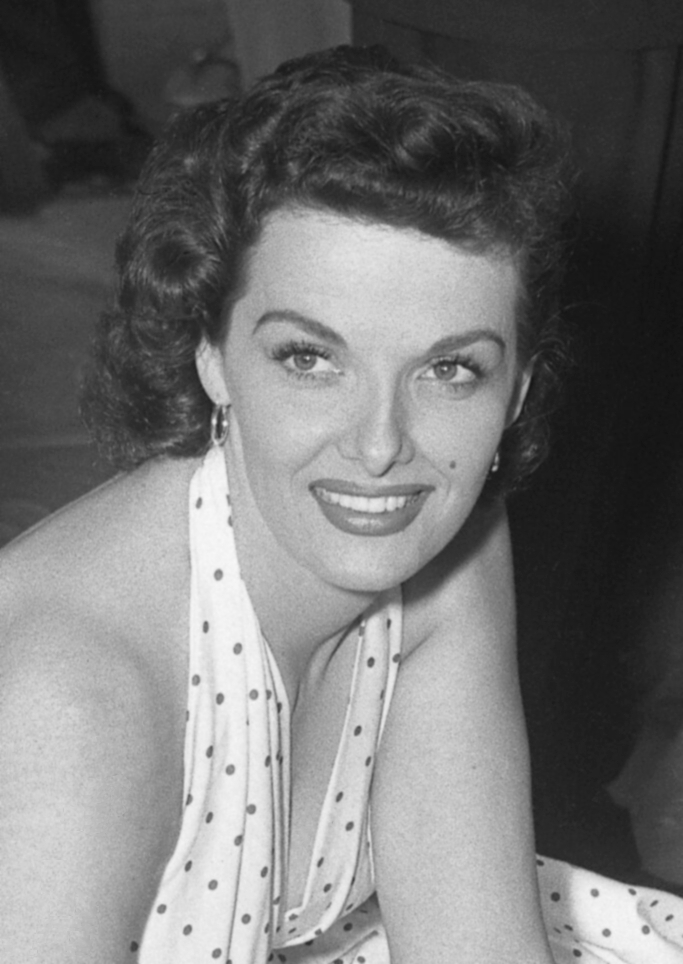
Jane Russell (1953)

Ernestine Jane Geraldine Russell (* 21. Juni 1921 in Bemidji, Minnesota; † 28. Februar 2011 in Santa Maria, Kalifornien) war eine US-amerikanische Schauspielerin und Sängerin, die in den 1940er- und 1950er-Jahren mit Filmen wie Blondinen bevorzugt als Sexsymbol galt.

## Leben
Jane Russell arbeitete nach der High School zunächst als Sprechstundenhilfe in einer Arztpraxis. Dank ihres guten Aussehens verdiente sie bald Geld als Model. Später nahm sie Schauspielunterricht in einem Max-Reinhardt-Theaterworkshop.
Der Milliardär Howard Hughes wurde durch ein Foto auf sie aufmerksam, engagierte sie und machte sie mit ihrem Filmdebüt in dem Western Geächtet (1943), einer Geschichte über Billy the Kid, zum Filmstar und Sexsymbol. Hughes ließ für diesen Film einen Spezial-BH anfertigen, der die Oberweite von Russell besonders gut zur Geltung bringen sollte – den sie jedoch nach eigener Aussage nie trug, weil er ihr untauglich erschien. Ihre Brüste wurden in der Werbung für den Film jedoch unübersehbar herausgestellt mit dem Slogan: „Es gibt zwei gewichtige Gründe, diesen Film zu sehen“. Die dadurch provozierten Probleme mit der US-amerikanischen Zensur waren sehr förderlich für die Publicity von Film und Hauptdarstellerin, die bei öffentlichen Auftritten bisweilen als „The two and only“ („die beiden einzig Wahren“) angekündigt wurde.

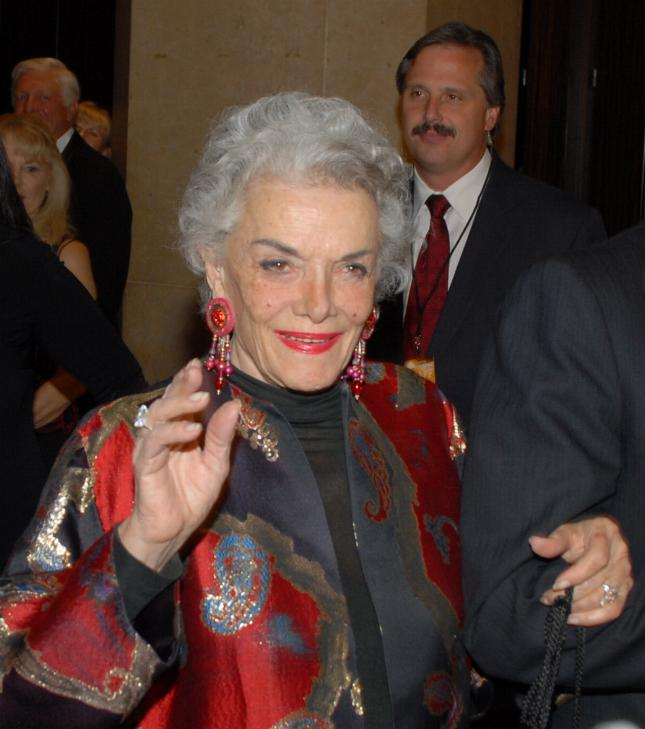
Jane Russell (2008)

Russell, die als talentierte Schauspielerin angesehen werden wollte, vermochte sich mit späteren Rollen vom Image der Sexbombe zu befreien. Oft verkörperte Russell hierbei zynische und selbstbewusste Frauenfiguren. Neben Bob Hope verkörperte sie die Calamity Jane in Sein Engel mit den zwei Pistolen (1948) sowie in Bleichgesicht Junior (1952). An der Seite von Marilyn Monroe spielte sie 1953 in Blondinen bevorzugt von Howard Hawks eine ihrer bekanntesten Rollen. Als ihre Filmangebote Ende der 1950er-Jahre zunehmend nachließen, wandte sie sich wieder vermehrt Auftritten als Sängerin sowie Rollen im US-Fernsehen zu. Ihren letzten Kinofilm McGee, der Tiger drehte sie im Jahr 1970, ihre letzten Rollen im Fernsehen hatte sie in den Serien Kampf um Yellow Rose (1984) und Hunter (1986).
Russell war dreimal verheiratet. 1943 heiratete sie den Footballspieler Bob Waterfield, mit dem sie in den 1950er-Jahren die Produktionsfirma Russ-Field Productions betrieb, die mehrere Filme für United Artists herstellte. Das Paar adoptierte drei Kinder; die Ehe wurde 1967 geschieden. 1968 ehelichte sie den Schauspieler Roger Barrett, der bereits kurz nach der Hochzeit starb. Ihre 1974 geschlossene Ehe mit dem Grundstücksmakler John Calvin Peoples hielt bis zu dessen Tod 1999.
Jane Russell starb im Februar 2011 im Alter von 89 Jahren an den Folgen einer Atemwegserkrankung im Beisein ihrer nächsten Verwandten.

## Filmografie
- 1943: Geächtet (The Outlaw)
- 1946: Young Widow
- 1948: Sein Engel mit den zwei Pistolen (The Paleface)
- 1951: Ein Satansweib (His Kind of Woman)
- 1951: Doppeltes Dynamit (Double Dynamite)
- 1952: Die Spielhölle von Las Vegas (The Las Vegas Story)
- 1952: Macao
- 1952: Bleichgesicht Junior (Son of Paleface)
- 1952: Die Schönste von Montana (Montana Belle)
- 1952: Der Weg nach Bali (Road to Bali)
- 1953: Blondinen bevorzugt (Gentlemen Prefer Blondes)
- 1954: Die lockende Venus (The French Line)
- 1955: Die goldene Galeere (Underwater!)
- 1955: Goldenes Feuer (Foxfire)
- 1955: Drei Rivalen (The Tall Men)
- 1955: So liebt man in Paris (Gentlemen Marry Brunettes)
- 1956: Feuer im Blut (Hot Blood)
- 1956: Bungalow der Frauen (The Revolt of Mamie Stover)
- 1957: Traum in Pink (The Fuzzy Pink Nightgown)
- 1964: Bezwinger des Todes (Fate Is the Hunter)
- 1966: Sheriff Johnny Reno (Johnny Reno)
- 1966: Wyoming-Bravados (Waco)
- 1966: Cauliflower Cupids
- 1967: Engel der Hölle (The Born Losers)
- 1970: McGee, der Tiger (Darker Than Amber)
- 1984: Kampf um Yellow Rose (The Yellow Rose) (Fernsehserie, drei Folgen)
- 1986: Hunter (Fernsehserie, Folge Verbrannt zur Unkenntlichkeit)

## Auszeichnungen

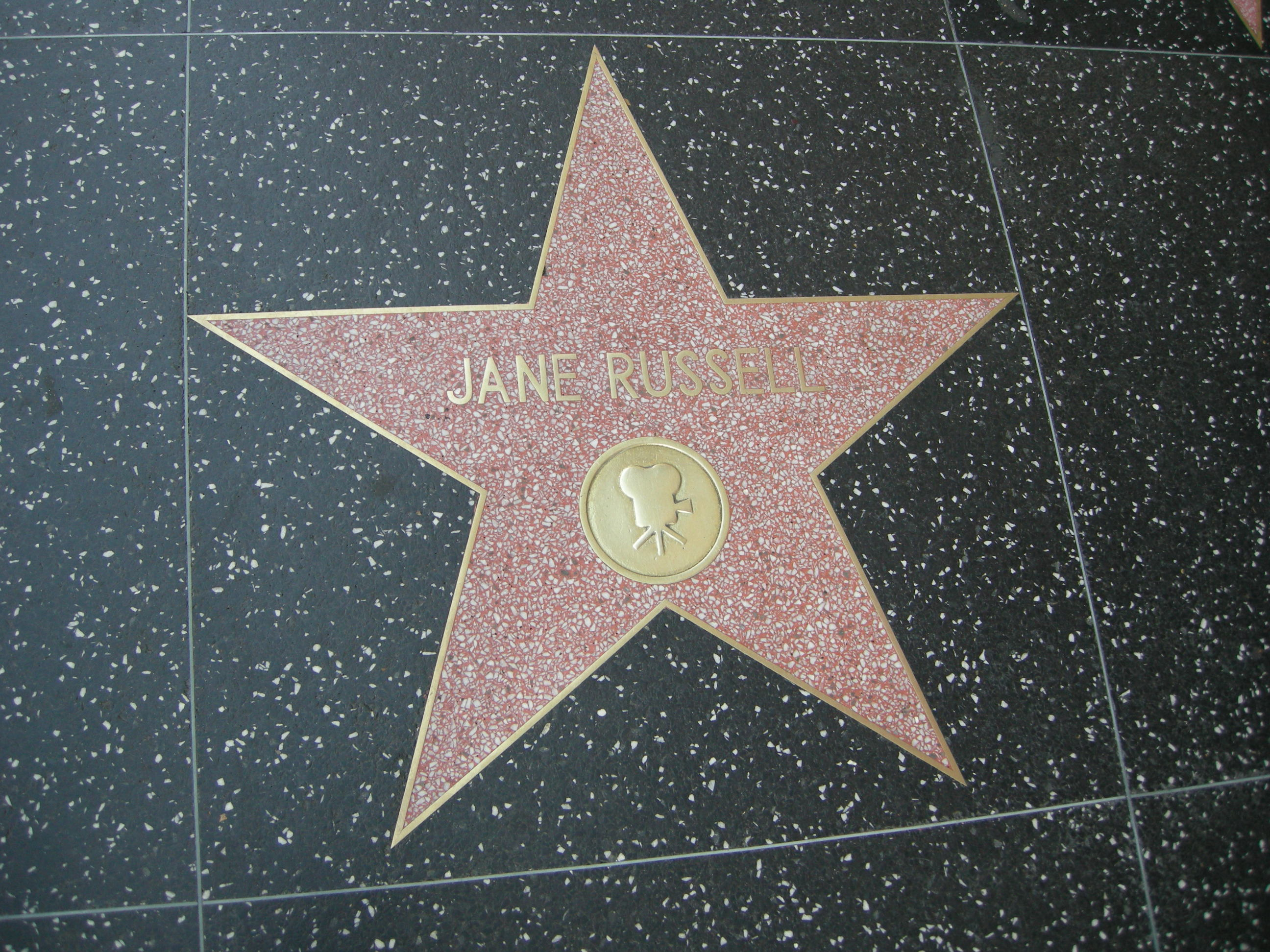
Russells Stern auf dem Hollywood Walk of Fame

- 1955: Golden Apple Award als kooperativste Schauspielerin
- 1960: Stern auf dem Hollywood Walk of Fame (6850 Hollywood Blvd.)
- 1984: Golden Boot Award
- 1991: Berlinale Kamera der Internationalen Filmfestspiele Berlin
- 2001: Lifetime Achievement Award des Marco Island Film Festivals